# Incunabula (album)
Az Incunabula a brit elektronikus zenei duó, az Autechre debütáló albuma, mely 1993. november 29-én jelent meg a Warp Records gondozásában. A lemez egyben a hetedik tagja a Warp elektronikus zenei albumokat tömörítő Artificial Intelligence-sorozatának.

## Számsorrend
1. "Kalpol Introl" – 3:18
2. "Bike" – 7:57
3. "Autriche" – 6:53
4. "Bronchus 2" – 3:33
5. "Basscadet" – 5:23
6. "Eggshell" – 9:01
7. "Doctrine" – 7:48
8. "Maetl" – 6:32
9. "Windwind" – 11:15
10. "Lowride" – 7:15
11. "444" – 8:55